# H.O.R.S.E.
H.O.R.S.E. je forma pokeru, při které se dokola střídá pět pokerových variant (z jejichž počátečních písmen je název H.O.R.S.E. vytvořen):
- Texas hold 'em,
- Omaha eight or better,
- Razz,
- Seven card stud a
- Seven card stud eight or better.

Tyto varianty se střídají pravidelně po odehrání předem daného počtu her či uběhnutí předem daného času. H.O.R.S.E. se vždy hraje s limitem (výjimečně je v některých hrách zavedeno pravidlo, že texas hold 'em se na finálovém stole hraje bez limitu).
H.O.R.S.E. není příliš běžnou variantou v nízkých a domácích pokerových hrách. Objevuje se hlavně ve vysokých hrách v kasínech, a mimo to je součástí některých online pokerových heren. Je také hraná na WSOP, kde si svou premiéru odbyla v roce 2002. Turnaj v roce 2006 se stal do té doby nejvyšší hrou WSOP co se týče výše vstupného, kdy buy-in na turnaj činil 50 000 $.